# Arechis II

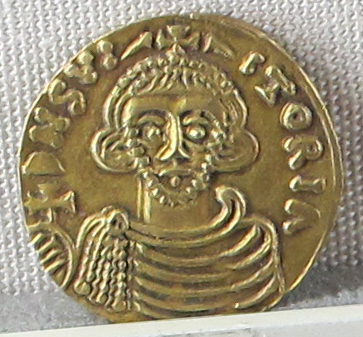
Gouden munt van Arechis II, Longobardische prins van Benevento

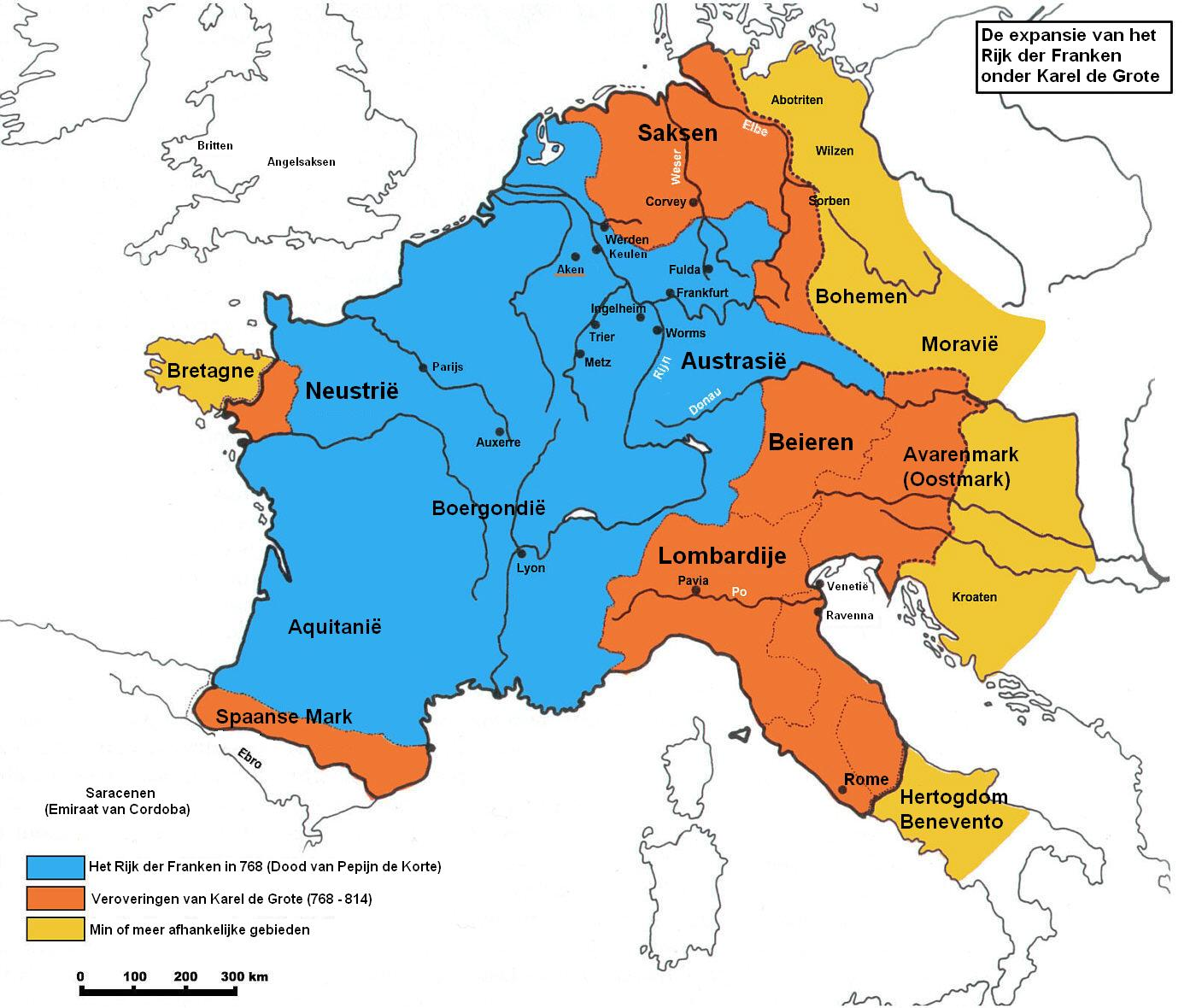
(blauw en oranje) Het rijk van Karel de Grote; (geel deel in Italië) bondgenoot Benevento

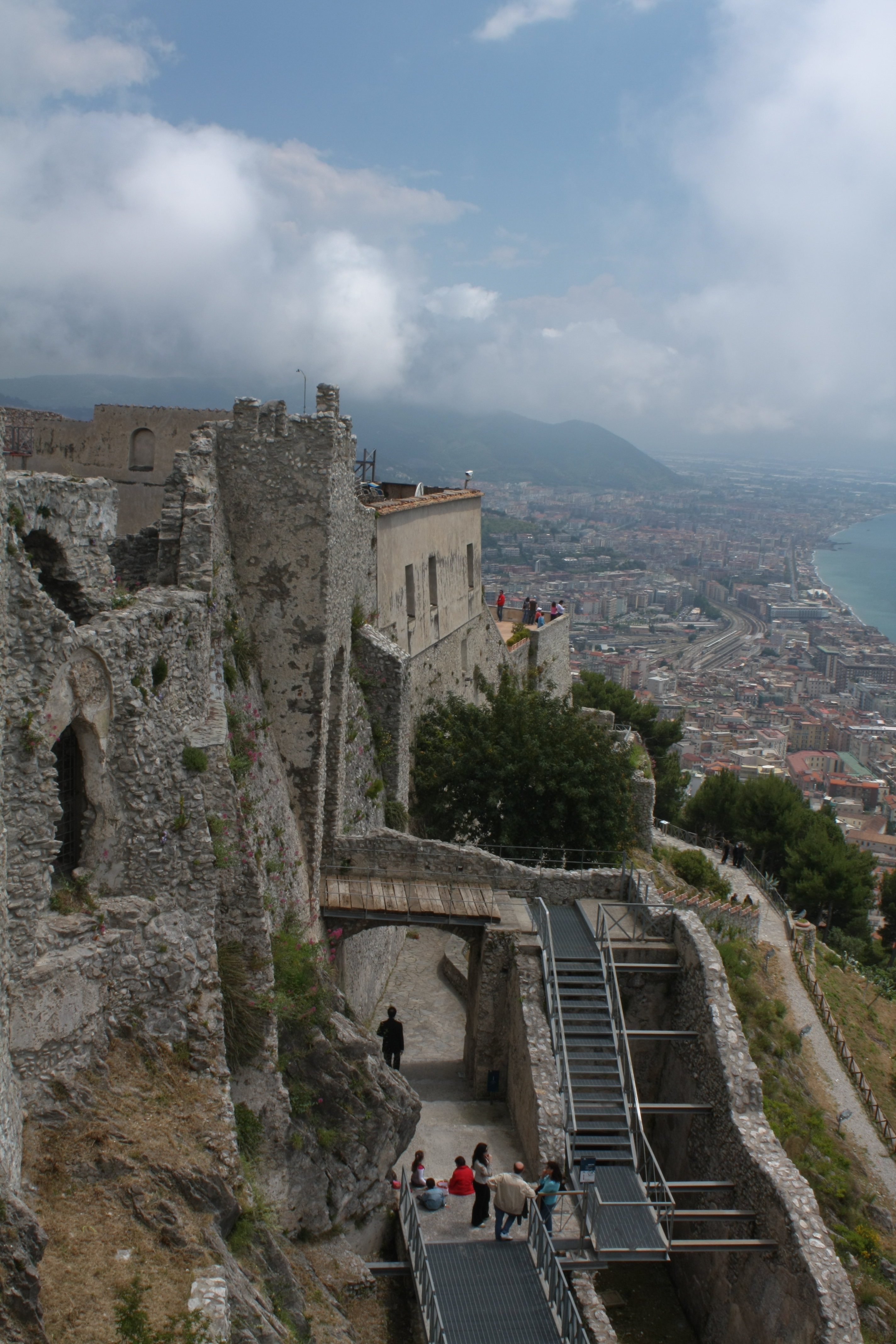
Kasteel van Arechis II in Salerno

Arechis II (hertogdom Benevento, 736 – Salerno, 26 augustus 787) was een Longobardische heerser in Zuid-Italië. 
Hij was hertog van Benevento (758-774), tijdens het bestuur van zijn schoonvader, koning Desiderius van de Longobarden. Na Desiderius’ nederlaag (774) tegen Karel de Grote ging het eeuwenoude Longobardenrijk op in het Frankische Rijk. Voor Arechis II was er het ambt van prins van Benevento (774-787).

## Synoniemen
- Arichis of Harichis
- Aregis
- Aregisus (Latijn)
- Arechi (Italiaans)

## Levensloop
Arechis groeide op in het hertogdom Benevento, het meest zuidelijke hertogdom van het Rijk der Longobarden. Zijn ouders waren onbekend doch historici zien hem als een telg van een zijtak van Arechis, de jongste zoon van Romoald I, hertog van Benevento. 
In 758 huwde Arechis met Adalperga, dochter van koning Desiderius van de Lombarden. Het huwelijk van de koningsdochter Adalperga met de tot dan onbekende edelman uit Benevento, leidde ertoe dat Desiderius zijn schoonzoon benoemde tot hertog van Benevento (758). De monnik Paulus Diaconus was de mentor van prinses Adalperga. Hij omschreef haar als Adalperga pia of de vrome Adalperga. Paulus Diaconus leefde een tijd aan het hof van hertog Arechis II in Benevento. Adalperga besteedde haar tijd aan poëzie en Byzantijnse literatuur. 
Het echtpaar Arechis en Adalperga had vijf kinderen. 
Karel de Grote, koning der Franken, annexeerde het Longobardenrijk. Na de verovering van de hoofdstad Pavia, verdreef hij Desiderius van de troon. Het Longobardenrijk werd deel van het Frankenrijk. In het zuidelijke Benevento waren evenwel geen Frankische troepen gelegerd. Arechis II sloot een verbond met Karel de Grote. Hiermee was hij geen Longobardische hertog of dux meer. Arechis II noemde zichzelf prins of princeps van Benevento, wat wees op zijn autonomie als vorst. Nochtans zwoer hij trouw aan Karel de Grote; als teken van trouw zond hij zijn twee oudste zonen Romuald en Grimoald naar Karel de Grote in Rome. Karel hield hen gegijzeld als waarborg voor een goede relatie met Arechis II. Toen Karel de Grote Rome verliet, stuurde hij de oudste, Romuald, terug naar Benevento; Grimoald werd evenwel weggevoerd ten noorden van de Alpen.
Arechis II organiseerde eenmaal een veldtocht tegen de Byzantijnen, die zijn directe buren waren aan de kusten van Zuid-Italië. Hij viel namelijk de burcht Amalfi aan, zonder die te bezetten. Voor de rest van zijn bestuur hield hij de Byzantijnen te vriend. Dit had ook te maken met de goede relaties van Karel de Grote met Byzantium, relaties die Arechis II niet wenste te verstoren.
In Benevento, de hoofdstad van het prinsdom Benevento, bouwde hij de Santa Sofiakerk. Deze kerk moest het nationaal symbool worden van de Longobarden in Zuid-Italië, volgens Paulus Diaconus.
Arechis II koos voor een nieuwe hoofdstad voor het prinsdom Benevento. Hij verliet Benevento en bouwde een burcht in Salerno aan de kust. Dit werd het Castello di Arechi of het kasteel van Arechis. Hier verschanste hij zich met zijn troepen. Keizerin Irene van Byzantium stuurde een gezantschap naar Arechis II, als teken van goede verstandhouding. In dit kasteel stierf Arechis II (787). Kroniekschrijvers noemden hem bij zijn dood 'prins van Benevento' en 'hertog van de Samnieten', een Italisch volk uit de Oudheid. Deze twee titels duidden op de autonomie van Arechis II.

## Epiloog
- Weduwe Alperga stuurde onmiddellijk een gezant naar Karel de Grote. Zij vroeg hem haar zoon Grimoald vrij te laten. Karel de Grote liet Grimoald vrij, op een voorwaarde. Grimoald werd geïnstalleerd als Grimoald III, prins van Benevento, na trouw te hebben gezworen aan Karel de Grote.
- Een eeuw na de dood van Arechis II splitste keizer Lodewijk de Duitser het hertogdom Benevento in twee stukken: het vorstendom Salerno en de rompstaat Benevento. De kiem van de splitsing was gelegd door Arechis II die als eerste prins van Benevento niet verbleef in Benevento.